# 아우호이선
아우호이선(광둥어: 歐鎧淳 Au1 Hoi2 seon4, 중국어 정체자: 歐鎧淳, 간체자: 欧铠淳, 병음: Ōu Kǎichún 어우카이춘[*], 한자음: 구개순,  영어: Stephanie Au Hoi-shun 스테퍼니 아우호이슌[*], 1992년 5월 30일~)은 홍콩의 수영 선수이다. 올림픽에 5회 참가했으며 2016년 하계 올림픽에서 홍콩 선수단의 기수를 맡았다.